# Tiloukaikt
Tiloukaikt byl Indiánský náčelník kmene Kajusů ze severozápadu USA. Byl zapleten v masakru na Whitmanově misii a následovně vedl svůj kmen v Kajuské válce.
Kajusové, společně s jejich sousedy, Nez Perky, pokládali údolí Walla Walla Valley za svou domovinu. Když za nimi v roce 1835 přišel presbyteriánský misionář Marcus Whitman, dovolili mu založit v údolí misii. Po nějaké době Marcus se svou ženou Narcissou vytvořili v údolí misii a školu Waiilatpu. Školu navštěvovaly i děti Kajusů, které učila právě Whitmanova žena Narcissa. Misie také sloužila jako zastávka pro cestovatele po Oregonské stezce.
První vztahy mezi misionáři a dvěma Indiánskými kmeny byly pokojné. Napětí mezi protestantskými a katolickými misionáři a příliv bílých dobrodruhů a osadníků do území způsobily mnohá nedorozumění a spory.
Rostoucí bělošská populace s sebou do regionu přinesla různé nemoci, takže časem jak u bílých, tak u rudých obyvatel vypukly spalničky a spála. Whitman byl vyučeným doktorem a ošetřoval obě skupiny obyvatel, ale kvůli nízké imunitě původních obyvatel proti novým chorobám zemřelo více Indiánů než bělochů. Když počet mrtvých Kajuských dětí rostl, někteří členové kmenu začali doktora podezírat z trávení rudých pacientů. Dnes se má za to, že někteří bílí osadníci to tak řekli Kajusům, aby je poštvali proti Whitmanovi.
Při spalničkové epidemii v roce 1847 podezření vyvrcholilo a při návštěvě misie 29. listopadu se Tiloukaikt s Whitmanem pohádal. Při hádce válečník zvaný Tomahas zabil Whitmana zezadu svým tomahavkem. Ostatní Kajusové vpadli do misie a zabili jeho ženu Narcissu a dvanáct dalších lidí. Dalších 35 lidí bylo zadrženo a drženo jako rukojmí.
Osadníci v nedalekém Willamettském údolí, které vedl konzervativní kněz Cornelius Gilliam, založili dobrovolnickou milici, která se měla pokusit o záchranu rukojmích. Za účelem zabránění takového násilí u sousedních kmenů byla založena mírová komise, která se měla setkat s jejich zástupci, a byla vedená Joe Palmerem. Zajatce ale zachránil Peter Skene Ogden ze Společnosti Hudsonova zálivu, který s Kajusy vyjednal vydání rukojmích za poplatek.
Gilliamova milice ale zaútočila na tábořiště nezapojených Kajusů, což vedlo v dobu násilí mezi Kajusy a Palusy na jedné straně a milicí a osadníky na straně druhé. Konflikt vstoupil do dějin pod jménem Kajuská válka. Postupně se milice vzdala území, které se usadilo do nelehkého příměří. Aby byl ale uzavřen opravdový mír, běloši se dožadovali trestu pro ty, kteří misii napadli. O dva roky později se Tiloukaikt, společně se čtyřmi dalšími členy svého kmenu, vzdal. Těchto pět Indiánů bylo převezeno do Oregon City, kde byli odsouzeni k trestu smrti oběšením. Před exekucí 3. června 1850 Tiloukaikt přijal katolické obřady a odmítl mít něco dalšího s presbyteriánskými misionáři. Na šibenici pak vzdoroval slovy, že stejně jako Ježíš zemřel, aby zachránil své lidi.
Smrt těchto pěti Kajusů nesnížila tlak panující v regionu. Útočné přepady pokračovaly z obou stran, dokud Kajusové neopustili oblast a nepřipojili se k sousedním Nez Perkům, Umatillům a Jakamům.